# Eurovision Song Contest 1990
Eurovision Song Contest 1990 blev afholdt i Zagreb, da Jugoslavien vandt Eurovision Song Contest 1989. Programmet blev mærket af små fejl som alle havde frygtet forinden ved at det skulle arrangeres på Balkan. Der var desuden store protester forud for showet med rygter om at det ville koste ca. 40 millioner at producere taget i betragtning af, at en typisk kroat på daværende tidspunkt tjente 10.000 om året.
En del af sangene omhandlede begivenhederne omkring Berlinmurens fald og afslutningen på Den Kolde Krig og dens opdeling af Europa. Det norske bidrag, "Brandenburger Tor", refererede f.eks. til byporten af samme navn, der lå ved grænsen mellem Vest- og Østberlin, mens den italienske vindersang "Insieme:1992" udtrykte ønske om et Europa, der var forenet i 1992. I dette lys er det noget ironisk, at værtslandet Jugoslavien få år efter var præget af opløsning og borgerkrig.
Showet fik en skidt start, da backingbåndet som spanske Azucar Moreno skulle bruge, ikke startede fra begyndelsen men et stykke inde i sangen. Dirigenten kunne ikke følge med, men de to søstre nåede ind på scenen og begyndte at danse, inden det gik op for dem at starten ikke var rigtig. Derefter gik de rystede og frustrerede ud igen, musikken stoppede og spontane klapsalver lød fra salen. Man fik gang i musikken igen, denne gang korrekt og søstrene fremførte en energisk sang, der trods startproblemerne – eller måske netop derfor – gav Spanien det bedste resultat siden 1979, nemlig en 5. plads.
Det var Vesttysklands sidste deltagelse, i og med at Vest- og Østtyskland blev genforenet den 3. oktober samme år.

## Deltagere og resultater
| Sang nr. | Land           | Solist                       | Sang                                 | Plads | Point |
| -------- | -------------- | ---------------------------- | ------------------------------------ | ----- | ----- |
| 1        | Spanien        | Azucar Moreno                | Bandido                              | 5     | 96    |
| 2        | Grækenland     | Christos Callow              | Horis skopo                          | 19    | 11    |
| 3        | Belgien        | Philippe Lafontaine          | Macédomienne                         | 12    | 46    |
| 4        | Tyrkiet        | Kayahan                      | Gözlerinin hapsindeyim               | 18    | 21    |
| 5        | Holland        | Maywood                      | Ik wil alles mit je delen            | 15    | 25    |
| 6        | Luxembourg     | Céline Carzo                 | Quand je te rêve                     | 13    | 38    |
| 7        | Storbritannien | Emma                         | Give a Little Love Back to the World | 6     | 87    |
| 8        | Island         | Stjórnin                     | Eitt lag enn                         | 4     | 124   |
| 9        | Norge          | Ketil Stokkan                | Brandenburger Tor                    | 21    | 8     |
| 10       | Israel         | Rita                         | Shara barechovot                     | 17    | 16    |
| 11       | Danmark        | Lonnie Devantier             | Hallo Hallo                          | 8     | 64    |
| 12       | Schweiz        | Egon Egemann                 | Musik klingt in die Welt hinaus      | 11    | 51    |
| 13       | Vesttyskland   | Chris Kempers & Daniel Kovac | Frei zu leben                        | 9     | 60    |
| 14       | Frankrig       | Joëlle Ursull                | White and Black Blues                | 2     | 132   |
| 15       | Jugoslavien    | Tajci                        | Hajde da ludujemo                    | 7     | 81    |
| 16       | Portugal       | Nucha                        | Há sempre alguém                     | 20    | 9     |
| 17       | Irland         | Liam Reilly                  | Somewhere in Europe                  | 2     | 132   |
| 18       | Sverige        | Edin-Ådahl                   | Som en vind                          | 16    | 24    |
| 19       | Italien        | Toto Cutugno                 | Insieme: 1992                        | 1     | 149   |
| 20       | Østrig         | Simone                       | Keine Mauern mehr                    | 10    | 58    |
| 21       | Cypern         | Anastazio                    | Milas poli                           | 14    | 36    |
| 22       | Finland        | Beat                         | Fri?                                 | 21    | 8     |